# آفا (فلم 2020)
آفا (بالإنجليزية: Ava) هو فيلم دراما، وجريمة، وأكشن أمريكي وإثارة لعام 2020، من إخراج تيت تايلور وتأليف ماثيو نيوتن، تمثيل جيسيكا تشاستين وجون مالكوفيتش وكومون وجينا ديفيس وكولين فاريل وإيون جروفود وجوان تشين. يتابع الفيلم تحركات قاتلة خطيرة تعمل لمنظمة وتسافر حول العالم متخصصًة في النجاحات البارزة. عندما تسوء إحدى المهمات بشكل خطير، فإنها تضطر للقتال من أجل بقائها على قيد الحياة. صدر الفيلم في 2 يوليو 2020 في المجر وتقرر عرضه في 25 سبتمبر 2020 بالولايات المتحدة.

## طاقم التمثيل
- جيسيكا شاستين: في دور آفا
- كولين فاريل: في دور سيمون
- جينا ديفيس: في دور بوبي
- كومون: في دور مايكل، خطيب آفا السابق
- جون مالكوفيتش: في دور ديوك
- كريستوفر دوميج: في دور جونتر
- جوان تشين: في دور توني
- ديانا سيلفرز: في دور كميل
- جيس ويكسلر: في دور جودي، أخت آفا
- إيوان جروفود: في دور بيتر هاميلتون
- جو سوبالو الابن: في دور أليخاندرو[5]

## أحداث الفيلم
آفا (جيسيكا شاستين) عميلة سرية تعمل في وظيفة قاتلة محترفة في عمليات رفيعة المستوى حول العالم. يبدأ المشهد الأول وآفا تستقبل رجل من المطار، ويتابعها عن بعد دراجة بخارية ترصد تحركاتها وأيضا تستمع لحوارها مع الرجل، وتوقف آفا السيارة وتشهر مسدس في وجه الرجل وقبل أن تقتله تسأله ماذا فعل من أخطاء تجعله هدف للإغتيال. في المشاهد التالية تتحول من سائقة توصيل ضيف من المطار إلى سيدة رائعة الجمال تصطحب أحد الضباط رفيعي المستوى في إحدى فنادق السعودية، بينما الحرس يحيطون بهما لتأمين سلامة هذا الضابط، وتصعد إلى غرفته وأثناء عملية اغتياله عن طريق حقنه بين أصابع القدم ليبدو الموت طبيعي، يهاجمها الحرس ولكي تلوذ بالفرار تقتل عددا منهم. تلتقي آفا برئيسها ديوك (جون مالكوفيتش)، وتواجه آفا بأن عملية السعودية كان تطورها بسبب فشل إدارته وليس خطأها، ويطلب منها عدم التدخل مع الهدف المراد اغتياله في أمور شخصية، حيث أنه يعرف سؤالها للضحية عن سبب الرغبة في التخلص منه. تقوم أفا بزيارة والدتها بوبي (جينا ديفيس) بصحبة شقيقتها جودي (جيس ويكسلر)، هذه الزيارة بعد إنقطاع دام ثمان سنوات وتعرف أن أختها تقيم مع صديقها مايكل (كومون) الذي كان بالسابق خطيب أفا وعرض عليها الزواج قبل رحيلها، لترحل وقتها وتترك الخطيب والأم والشقيقة في ذهول. سيمون (كولين فاريل) هو رئيس المجموعة التي تعمل بها آفا وديوك، ويقوم بإستدعاء ديوك ليخبره برغبته في التخلص من آفا، ويصر ديوك علي إنها الأفضل ولهذا يمنحه سيون فرصة أخيرة، بينما يرسل قاتل من أصل فرنسي للتخلص من آفا، التي تنجح في قتله وتسارع إلى ديوك لمواجهته، ويذهب هو بدوره إلي سيمون فيحدث بينهما صراع ينتهي بقتل ديوك، ويرسل سيون إلى آفا تصوير ديوك أثناء موته، ويخبرها إنها التالية في قائمة القتل. تواجه آفا سيمون الرجل الأول في مجموعتها ويدور صراع وتتمكن من قتله، وتسارع إلى شقيقتها لتسلمها كل ما لديها من مال وتنصحها بالهرب مع والدتها وتنتظر وليدها الذي لن يتشرف بتاريخ خالته. وتنطلق آفا ومن خلفها فتاة الدراجة البخارية.

## الإنتاج

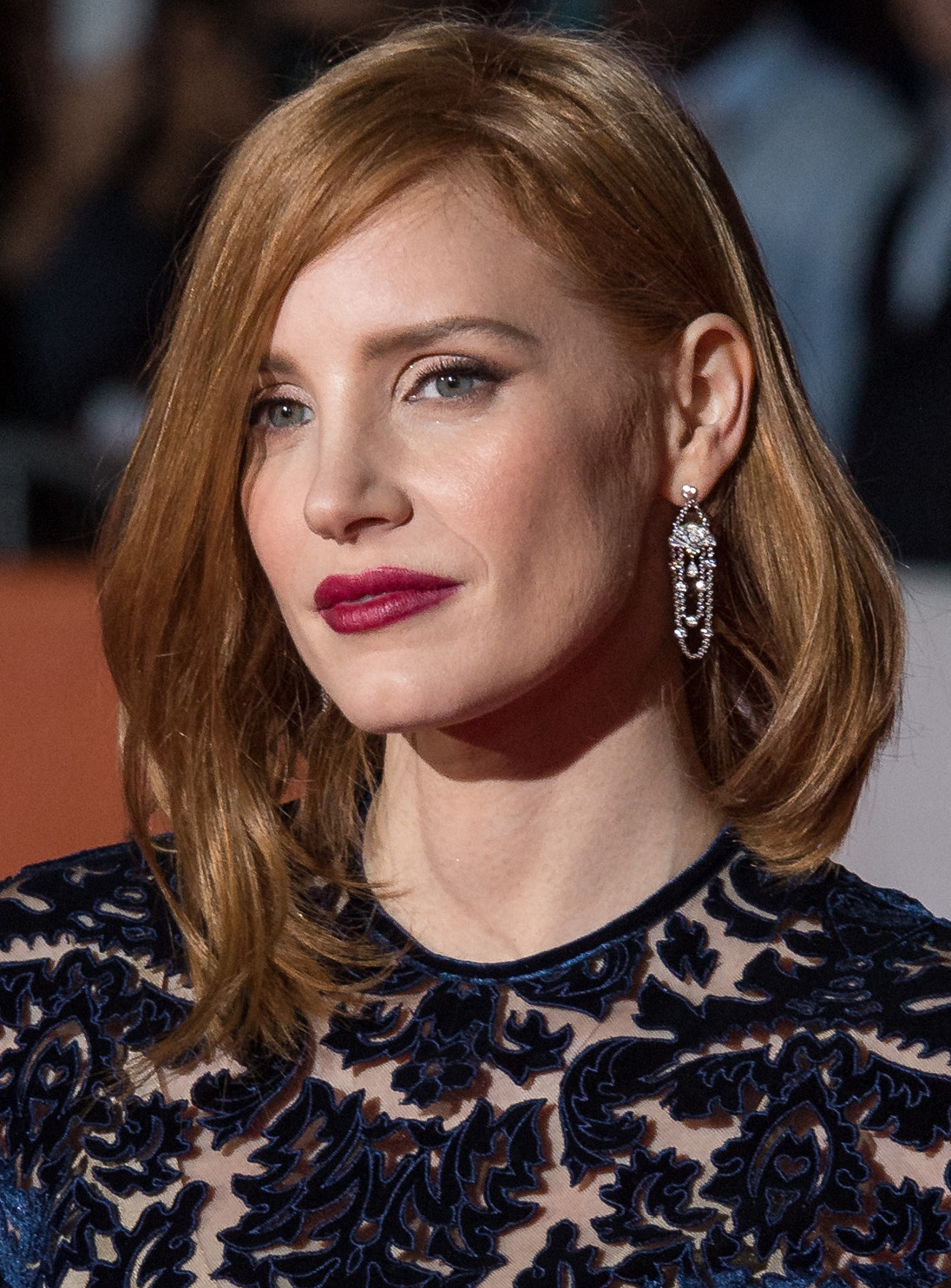
جيسيكا شاستين

ورد أنه تم التعاقد مع تيت تايلور في أغسطس 2018، لإخراج فيلم تحت عنوان «حواء»، ليحل محل ماثيو نيوتن. إنضم كولين فاريل وكومون وجون مالكوفيتش إلى فريق عمل الفيلم في سبتمبر 2018، وفي أكتوبر 2018، إنضم كريستوفر دوميج وديانا سيلفرز وجينا ديفيس وجوان تشين، وجيس ويكسلر إلى فريق عمل الفيلم، وفي نوفمبر 2019، تم الإعلان عن إعادة تسمية الفيلم إلى «آفا»، ليبدأ التصوير الرئيسي في 24 سبتمبر 2018 في بوسطن.

### صدور الفيلم
أعلنت شركة «فيرتيكال إنترتانمنت» في 24 يونيو 2020، إن الفيلم سيصدر رقميًا في الولايات المتحدة، بعد أن كان مقرر نزوله إلى دور العرض في مارس 2020، ولكن الخطط قد تغيرت بسبب قيود جائحة كورونا «كوفيد 19». صدر الفيلم في المجر في 2 يوليو 2020، وحقق 31820 دولارًا من 59 دورًا للعرض في عطلة نهاية الإسبوع الإفتتاحية. بدأ البث على نيتفليكس في 6 ديسمبر 2020.

## حوادث وجدل حول الفيلم
واجه إعداد الفيلم إنتقادات في أغسطس 2018، بسبب المخرج ماثيو نيوتن، الذي كان من المقرر أن يخرج الفيلم في ذلك الوقت، وذلك بعد إتهامه بعدة مزاعم بالإعتداء والعنف المنزلي، بالإضافة إلى الإتهامات، فقد أقر أيضًا بأنه مذنب بالإعتداء على بروك ساتشويل، صديقته آنذاك. إتهمت الصحافة بطلة الفيلم جيسيكا شاستين بالنفاق، حيث أنها معروفة بمساندة الحركات النسائية وعلى الخصوص حركة «أنا أيضا (هاشتاج) #MeToo movement»، لانها قبلت العمل مع نيوتن، لكن الأمور قد تغيرت بتغيير المخرج نيوتن وإسناد الإخراج إلى تيت تايلور، لكن يظل ماثيو نيوتن في مشروع إنتاج الفيلم، فهو المؤلف، وتظل جيسيكا في دور البطولة.

## استقبال الفيلم
منح موقع الطماطم الفاسدة الفيلم تقييم مقداره 17% بناء على آراء 35 ناقد سينمائي، وكتب إجماع نقاد الموقع: «يبدو أن آفا لديها جميع مكونات فيلم تجسس ترفيهي ممتع، ولكن حتى الممثلين المذهلين لا يمكنهم إنقاذ القصة الباهتة المبتذلة». منح موقع ميتاكريتيك الفيلم تقييم مقداره 39% بناء على آراء 9 نقاد. كتب جاي لودج من مجلة فارايتي أن «الفيلم يقدم عرضًا مناسبًا للبراعة غير المتوقعة لنجمه وبطلة فيلم أكشن - ومع ذلك فإن نص ماثيو نيوتن الضئيل والمبتذل يجعل العمل بأكمله يبدو وكأنه طيارة متوسطة المدى أكثر من سيارة نجمة رئيسية». كتبت ناقدة مجلة هوليوود ريبورتر بويد فان هويج إن«تشاستين مقنعة تمامًا في دور آخر صعب المراس. إذا التزم الجمهور بالفيلم، فذلك يرجع إلى حد كبير إلى جاذبية نجمة الفيلم، التي تكاد تعوض عن الحبكة السخيفة المتزايدة. يبدو أن مالكوفيتش وفاريل يفهمان أنهما موهبتان في قائمة (A) في فيلم من قائمة (B) ويستمتعان بالفرصة».

## روابط خارجية
- مقالات تستعمل روابط فنية بلا صلة مع ويكي بيانات